# Debora Waldman
Debora Waldman (* 1977 in São Paulo, Brasilien) ist eine brasilianisch-israelische Dirigentin. Sie zeichnete sich aus, als sie Assistentin von Kurt Masur beim Orchestre National de France wurde. Im Jahr 2020 wurde sie zur musikalischen Leiterin des Orchestre Régional Avignon-Provence ernannt. Sie ist die erste Frau, die in Frankreich eine solche Position einnimmt.
Sie dirigiert unter anderem in Frankreich (Orchestre National de France, Orchestre National de Lyon, Orchestre National de Lille, Orchestre Symphonique de Bretagne, Orchestre Colonne, Orchestre de Besançon Franche-Comté, Orchestre Lamoureux), in Deutschland (Symphoniker Hamburg, Staatskapelle Halle) und im Übersee (Johannesburg Philharmonic Orchestra, Orquesta Sinfónica Nacional de Colombia, Festival Internacional de Inverno de Campos do Jordão).
2008 wurde sie von der Adami zum „Talent Chef d’Orchestre“ ernannt.
Im Jahr 2011 war sie Preisträgerin des Prix mondial Cino Del Duca für junge Musiker unter der Schirmherrschaft der französischen Académie des Beaux-Arts.
2019 sorgt sie für die Welturaufführung der Symphonie „Grande Guerre“, die 1917 von der französischen Komponistin Charlotte Sohy (1887–1955) geschrieben wurde und deren vergessene Partitur sie wiedergefunden hat.
Sie engagiert sich sehr für die Vermittlung klassischer Musik an jüngere Menschen und für die Gleichstellung von Dirigentinnen.